# Anschlag in Hamburg-St. Pauli am 29. April 2000

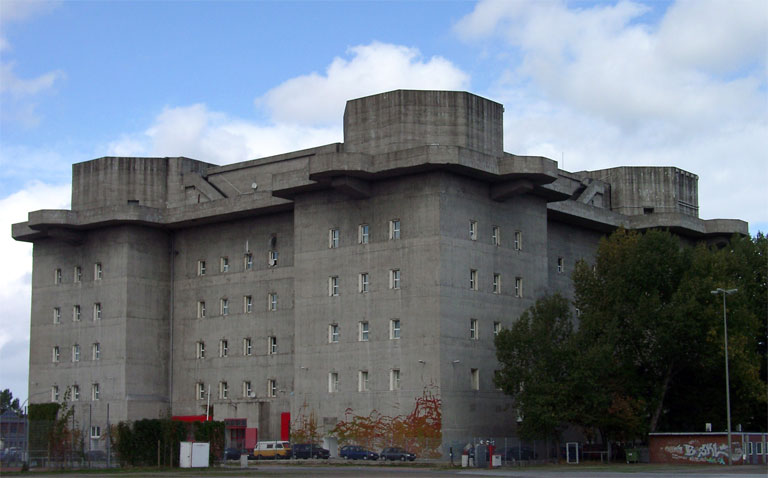
Flakturm IV auf dem Heiligengeistfeld

Bei dem Anschlag in Hamburg-St. Pauli am 29. April 2000 zündete ein Attentäter im VIP-Bereich der im ehemaligen Flakturm IV gelegenen Diskothek J’s um circa drei Uhr nachts eine Splitterhandgranate und verletzte neun Menschen schwer, davon zwei lebensgefährlich.

## Tathergang

Karte des Heiligengeistfeldes mit dem Bunker (grau)

Die Splittergranate jugoslawischer Bauart (Typ M75) war in der Diskothek J’s im Hamburger Stadtteil St. Pauli kurz nach 3:00 Uhr detoniert. Zu diesem Zeitpunkt befanden sich rund 1500 Menschen auf einer Party des Veranstalters Michael Ammer. Zu den Gästen zählten an diesem Abend auch der Schauspieler Heiner Lauterbach und dessen Freundin Jenny Elvers. Beide hatten die Veranstaltung etwa fünf Minuten vor der Detonation verlassen. Außerdem waren der Musiker und Produzent Dieter Bohlen sowie die Schauspieler Til Schweiger, Heinz Hoenig und Mark Keller in der Diskothek. Die Handgranate wurde vom Täter zwischen den Polstern einer Sitzecke im VIP-Bereich platziert. Der Täter entfernte sich vor der Explosion.

## Opfer
Neun Menschen wurden durch die Tat schwer verletzt, zwei davon lebensgefährlich. Teilweise hatten Opfer jahrelang mit der Tat zu kämpfen, denn neben den physischen gab es auch psychische Folgen. Unter den Verletzten befand sich Chris Harms, der Sänger der späteren Band Lord of the Lost.

## Täter
Täter war der damals 28-jährige Türke Cüneyt D., der schon einige Vorstrafen hatte. Seine erstmalige Erfassung in Deutschland fand 1980 statt. Er war damals acht Jahre alt und kam im Rahmen der Familienzusammenführung nach Hamburg. 1987 vermerkten die Behörden seinen Umzug nach Billstedt in den Akten. Die zeitliche Differenz erklärt sich dadurch, dass für ausländische Kinder und Jugendliche damals noch keine Aufenthaltserlaubnis erforderlich war. Ab 1988 war Cüneyt D. ein regelmäßiger Fall für die Strafverfolgungsbehörden. Es kam zur Einleitung von diversen Verfahren gegen ihn. Er wäre aber erst ausgewiesen worden, wenn es zu einer Verurteilung von mindestens drei Jahren gekommen wäre.
Zum Tatmotiv erklärte der Täter vor Gericht, er sei von einem Gläubiger des Veranstalters Michael Ammer beauftragt worden, wollte diesen Auftraggeber aber, angeblich aus Angst, nicht benennen.

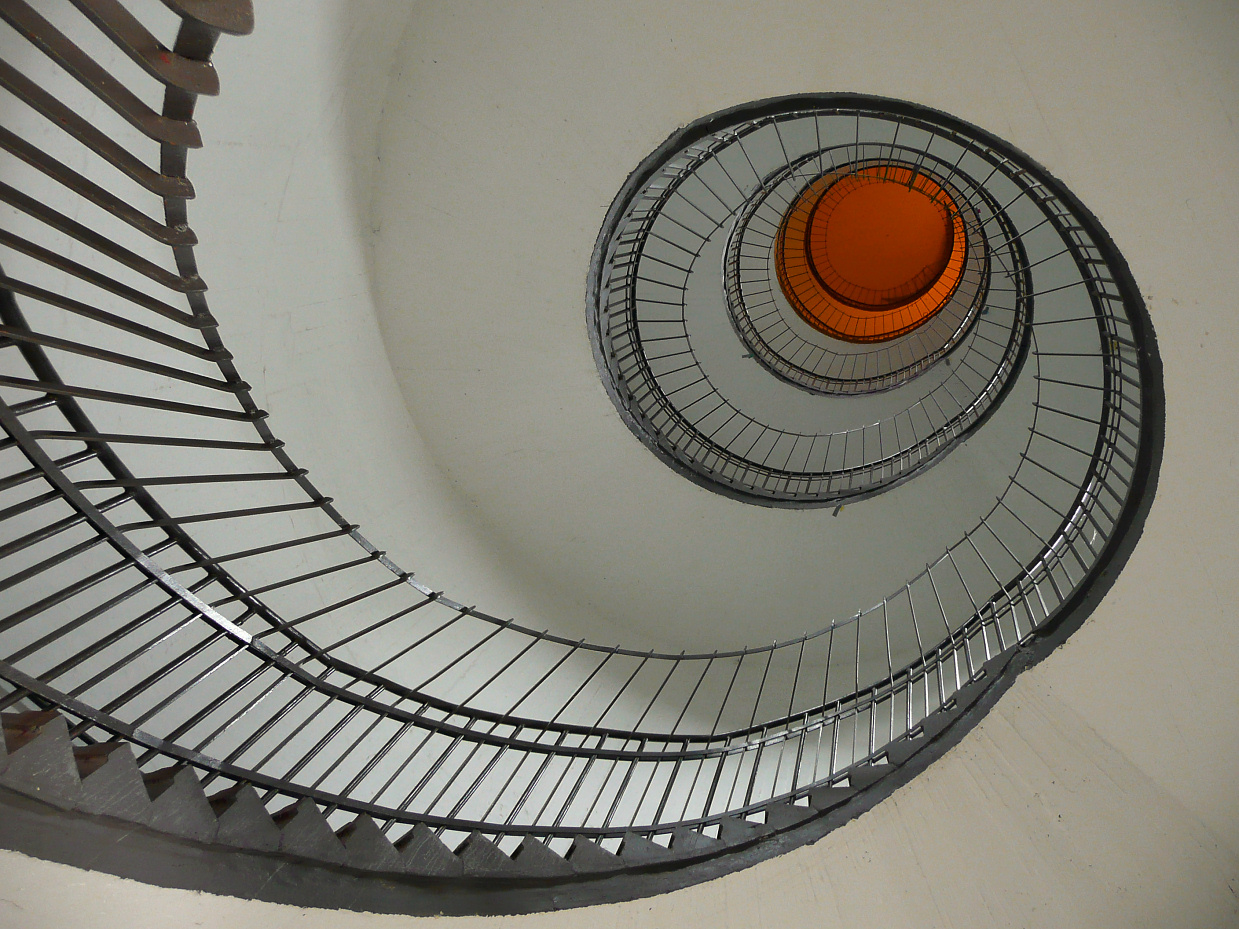
Treppenhaus im Luftschutzbunker Heiligengeistfeld

## Urteil
Das Landgericht Hamburg verurteilte den Attentäter zu zwölf Jahren und neun Monaten Haft. Die Schwurgerichtskammer lag mit dem Urteil über dem von der Staatsanwaltschaft beantragten Strafmaß von zehn Jahren und neun Monaten.
2001 wurde die Abschiebung des Attentäters nach Verbüßung der Haftstrafe angekündigt. Die Abschiebung erfolgte vermutlich 2010; mit Stand 2021 soll er in der Türkei leben.

## Folgen, Auswirkungen
Auch aufgrund dieser Tat wurden die Sicherheitsvorkehrungen in Diskotheken verschärft, z. B. durch Scanner oder Abtasten. Dennoch hat die Tat nach Meinung des Vorsitzenden Richters der Schwurgerichtskammer des Hamburger Landgerichts dazu beigetragen, dass die „Angst in Discos eine neue Dimension“ erreicht habe.
Nach der Tat wurde die Diskothek geschlossen und ging 2001 pleite. Seit 2006 befindet sich am selben Ort das Uebel & Gefährlich.